# Namagiripettai
Namagiripettai es una ciudad y nagar Panchayat situada en el distrito de Namakkal en el estado de Tamil Nadu (India). Su población es de 21250 habitantes (2011). Se encuentra a 33 km de Namakkal y a 29 km de Salem.

## Demografía
Según el censo de 2011 la población de Namagiripettai era de 21250 habitantes, de los cuales 10704 eran hombres y 10546 eran mujeres. Namagiripettai tiene una tasa media de alfabetización del 72,51%, inferior a la media estatal del 80,09%: la alfabetización masculina es del 79,95%, y la alfabetización femenina del 65,03%.